# Lijst van rivieren in Armenië

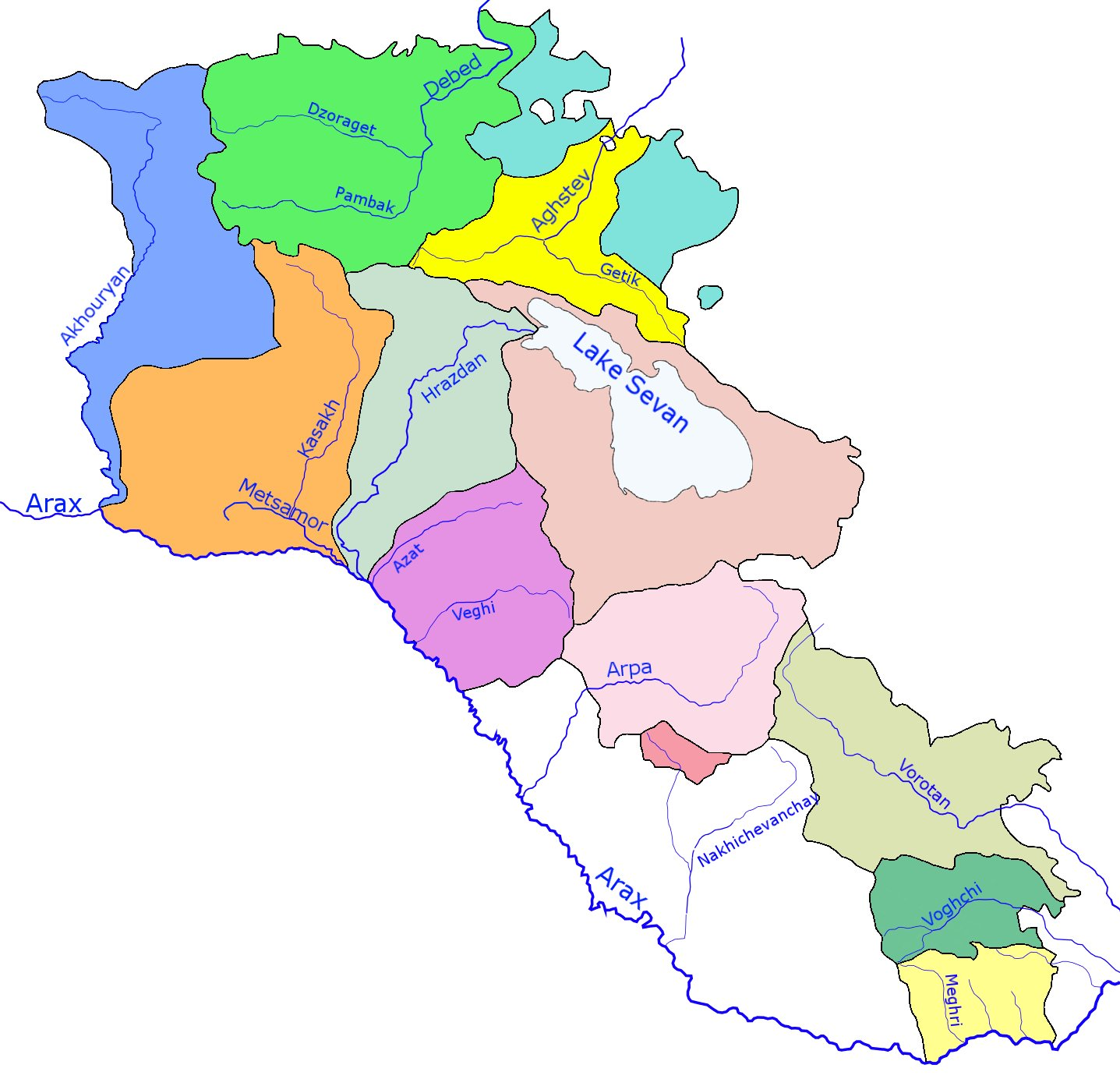
Kaart van Armenië met de belangrijkste rivieren

Dit is een lijst van de langste rivieren in Armenië. 

## Rivieren naar lengte
| Rivier   | Lengte (km) | Lengte (km) | Uitmondend in   | Belangrijke steden                      |
| Rivier   | Totaal      | In Armenië  | Uitmondend in   | Belangrijke steden                      |
| -------- | ----------- | ----------- | --------------- | --------------------------------------- |
| Akhurian | 186         | 186         | Aras            | Ani, Bagaran, Yervandashat, Yerazgavors |
| Vorotan  | 178         | 178         | Aras            | Sisian, Kubatli                         |
| Aras     | 1072        | 158         | Kura            |                                         |
| Hrazdan  | 141         | 141         | Aras            | Yerevan                                 |
| Arpa     | 128         | 126         | Aras            |                                         |
| Aghstev  | 121         | 99          | Kura            | Dilijan, Ijevan, Gazakh, Aghstafa       |
| Debed    | 178         | 92          | Kura            |                                         |
| Kasagh   | 89          | 89          | Metsamor (Aras) | Aparan, Ashtarak, Oshakan, Vagharshapat |
| Voghdji  | 82          | 82          | Aras            | Kajaran, Kapan                          |
| Pambak   | 86          | 86          | Debed (Kura)    | Dzoragyugh, Vanadzor                    |
| Dzoraget | 67          | 67          | Debed (Kura)    | Dzoragyugh                              |
| Getik    | 58          | 58          | Aghstev (Kura)  | Chambarak                               |
| Vedi     | 58          | 58          | Aras            | Vedi                                    |
| Azat     | 55          | 55          | Aras            | Garni, Lanjazat, Arevshat               |
| Argitchi | 51          | 51          | Sevanmeer       |                                         |
| Metsamor | 40          | 40          | Aras            | Metsamor                                |